# Pharantzem
Pharantzem o també Parantzem i P'arhanjem (en armeni Փառանձեմ), morta a l'hivern de l'any 369/370, va ser reina d'Armènia, primer com a consort cap a l'any 364 al 368, ja que s'havia casat amb Àrsaces II i després sola del 368 al 370 quan el seu marit i el seu fill eren absents. és famosa per la seva defensa de la fortalesa d'Artogerassa contra Pèrsia.
Era filla d'Andok (Antíoc) de Siunia i d'una princesa dels Mamiconis. Era coneguda per la seva bellesa i per la seva modèstia.

## Primer matrimoni
Pharantzem es va casar l'any 359 amb el príncep arsàcida Gunel o Gnel, nebot del rei Àrsaces II, governant d'Armènia com a client i aliat de Roma des del 350 fins al 368. Durant el regnat d'Àrsaces Gnel era un príncep molt popular i estimat, i podria aver estat el successor del rei. La bellesa de Pharantzem era famosa, i un cosí de Gnel, Tirit, s'havia enamorat d'ella i la volia com a esposa. Buscant una manera d'aconseguir-ho, va acostar-se a Àrsaces II i li va dir que Gnel estava conspirant per matar-lo, i que els nobles el secundaven. Àrsaces es va creure les paraules de Tirit. Buscant un moment per desfer-se d'ell, el va convidar a una cacera amb l'excusa de reconciliar-se, ja que havia fet alguns intents per detenir-lo i Tirit i Pharantzem s'amagaven del rei. Confiat, Tirit va acudir a Shahapivan, un lloc sagrat pels arsàcides, on va ser detingut pels soldats del rei que el van executar. Després de la mort de Gnel, el rei va dictar una ordre perquè tothom plorés a Gnel, i ell va ser el primer de fer-ho. La seva vídua va plorar de manera inconsolable, estripant-se els vestits.
Després de la mort del seu cosí, Tirit es va acostar a Pharantzem i li va enviar un missatger amb una carta que deia: «No ploris tant, perquè jo sóc un home millor que ell. T'estimava i per això el vaig trair fins a la seva mort, per poder-me casar amb tu». Pharantzem es va posar dreta i com a protesta es va arrencar els cabells cridant perquè tothom la sentís mentre deia plorant que el seu espòs havia mort per culpa seva: «Per un que tenia l'ull posat sobre meu, ara tinc un espòs mort». Quan els armenis i especialment el rei van sentir aquests crits van entendre la conspiració de Tirit i la mort sense sentit de Gnel. Una mica després, quan Tirit va demanar permís al rei per casar-se amb Pharantzem, el rei va confirmar la conspiració i Tirit va fugir. Les tropes del rei el van trobar i Tirit va ser condemnat i mort el mateix any 359.

## Segon matrimoni
L'any 360, el rei Àrsaces II ses va casar amb Pharantzem. Segons Moisès de Khorèn, historiador armeni, el rei ja estava casat amb Olímpies, una princesa cretenca que li havia proporcionat l'emperador romà Constanci II, ja que el considerava un bon aliat de Roma. Els romans consideraven Olímpies la dona legítima d'Àrsaces, però el rei preferia Pharantzem. Ella en canvi l'odiava i deia: «Físicament és pelut i el seu color és fosc». Però Pharantzem va aconseguir el favor del rei i es va convertir en una dona molt poderosa. Poc després Pharantzem va quedar embarassada i va tenir un fill, Pap, l'únic fill d'aquell matrimoni. També va ser madrastra d'Anob, un fill que el rei havia tingut abans de pujar al tron en una relació antiga.

## Reina d'Armènia
Àrsaces II, seguin el costum persa, tenia dues esposes però Pharantzem tenia enveja d'Olímpies i li guardava rancúnia. Després del naixement del seu fill, va voler desfer-se d'Olímpies i enverinar-la. Olímpies era molt curosa amb el menjar, i només acceptava allò que li portaven les seves serventes. Veient les dificultats, es va posar d'acord amb un sacerdot anomenat Mirjiunices (Mrjiwnik) i aprofitant que combregava la va enverinar. Olímpies va caure morta. L'assassí va ser recompensat amb el govern d'una ciutat a la regió de Taron.
Els comportaments de Pharantzem i d'Àrsaces II, i especialment les morts de Gnel, Tirit, Olímpies i, possiblement, de l'anterior re d'Armènia, Tigranes VII havien indignat al Catolicós Nerses I. L'església armènia es mostrava allunyada de la cort reial i Nerses no havia tornat a la cort mentre Àrsaces va viure. Tot i que Pharantzem era hostil a qualsevol influència sassànida que pogués exercir Pèrsia, les seves actuacions contra Olímpies l'havien posat en una posició desfavorable als interessos cristians i se la considerava una dona impía. Quan va morir Olímpies, va ser proclamada reina d'Armènia.
L'any 367 o potser el 368, el sassànida Sapor II que va regnar del 309 al 379, va aconseguir, per una conxorxa, agafar presoner a Àrsaces II, que va morir en captivitat. Això formava part del pla de Sapor II per poder conquerir Armènia, ja que els tractats que havia establert amb els emperadors Jovià (363–364) i Valentinià I (364–378) sobre Armènia van fracassar. Després de capturar a Arxac, va posar en marxa el seu exèrcit, però quan estava a punt per envair Armènia, Pharantzem i el seu fill Pap van agafar el tresor reial i es van refugiar a la fortalesa d'Artogerassa, on van poder resistir ajudats per les tropes de la ciutat d'Azat. Dirigien la invasió Cilax i Artaban, dos nobles armenis que s'havien passat a Sapor II, i van ser recolzats per Baanes l'apòstata i Meruzanes I, que també havien desertat. Sapor II volia suprimir el govern arsàcida i substituir aquesta dinastía per administradors perses i aristòcrates armenis.
Pharantzem va iniciar negociacions, reivindicant el nom del seu marit davant de Cilax i Artaban, que van considerar els fets i es van passar al seu bàndol. Van enviar Pap per la seva seguretat a Anatòlia, cap a la cort de Valent, que li va assignar residència a Neocesarea al Pont. Durant l'exili, Pap es va poder comunicar amb la seva mare, a la que animava dient que es preparés per ser rescatada. Valent volia restaurar Pap al tron d'Armènia i expulsar l'exèrcit de Sapor del país. L'any 369 Cilax i Artaban van obtenir el suport d'alguns nobles i van enviar una ambaixada a l'emperador Valent perquè enviés a Pap amb les insígnies reials i un exèrcit. La delegació anava encapçalada per Musel Mamiconi. Valent hi va accedir i va encarregar al dux Terenci de portar a Pap a Armènia però no li va donar les insígnies reials. Pap no va tenir suport militar, i Sapor II hi va enviar un petit exèrcit per fer-li front. Pap, Cilax i Artaban van fugir cap a la Còlquida, on Pap va estar cinc mesos amagat. El rei sassànida davant dels fets, no va anar contra Valent, sinó que va augmentar els seus esforços per capturar a la reina. Després de dos anys de setge les forces perses van aconseguir de capturar la fortalesa i dominar el país. Pharantzem, juntament amb el tresor reial armeni, van ser portats al palau de Sapor II, que, amb l'esperança d'humiliar Armènia, i a l'Imperi Romà, va donar la reina als seus soldats que la van violar fins que va morir.